# Lijst van rivieren in New Brunswick

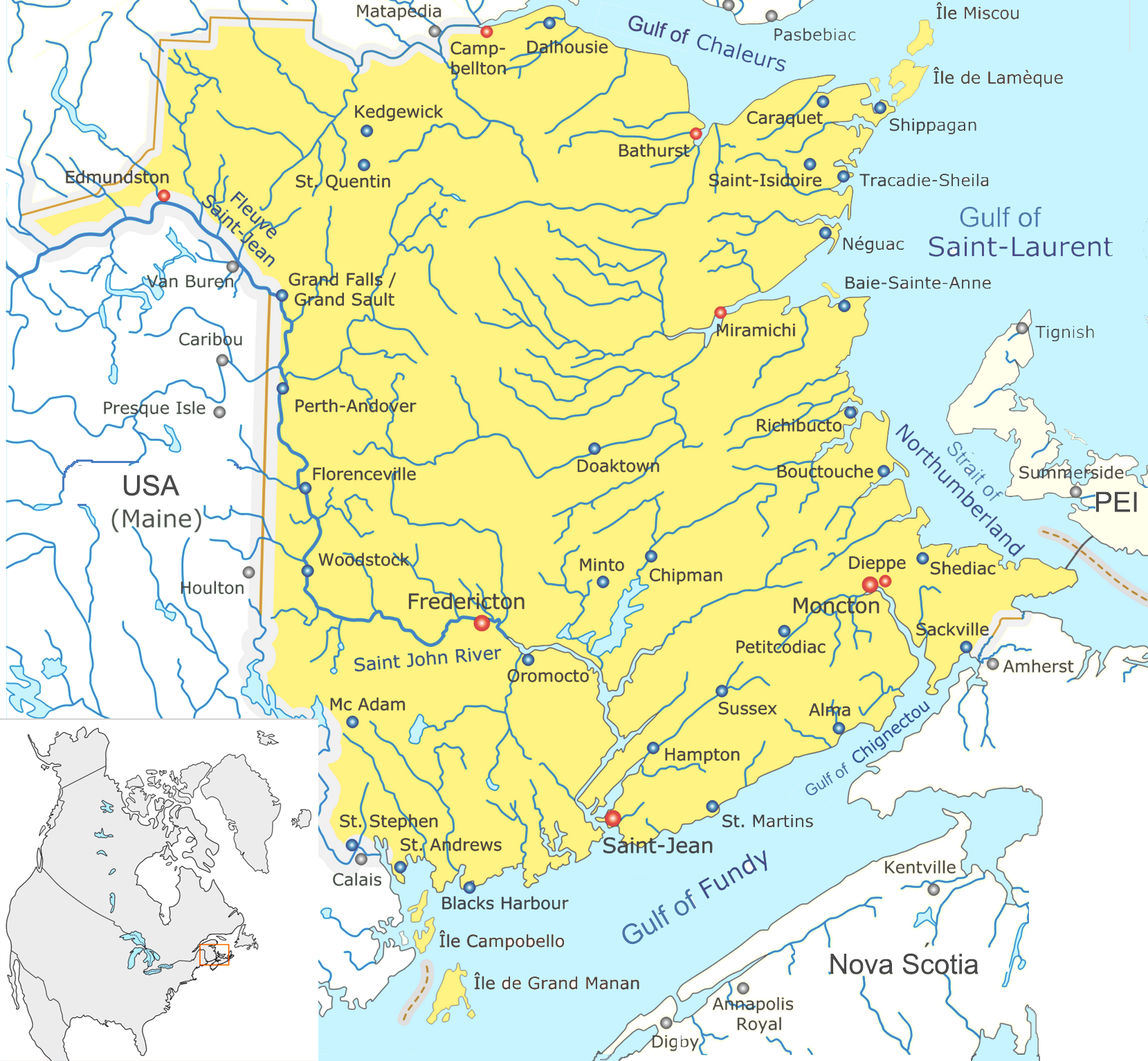
Kaart met rivieren in New Brunswick.

Dit is een lijst van rivieren in de New Brunswick, een provincie van Canada. De rivieren in deze provincie stromen naar twee drainagebekkens: de Saint Lawrencebaai in het noorden en oosten, en de Fundybaai in het zuiden. De belangrijkste rivieren zijn de Saint John en de Miramichi.

## Rivieren naar drainagebekken
De rivieren in deze lijst zijn geordend naar drainagebekken en de opeenvolgende zijrivieren zijn ingesprongen weergegeven onder de naam van elke hoofdrivier.

### Stromend naar de Saint Lawrencebaai
- Bouctouche
- Caraquet
- Chockpish
- Cocagne
- Eel
- Green
- Jacquet
- Kouchibouguac
- Kouchibouguacis
- Little Bouctouche
- Mascogne
- Miramichi
  - Barnaby
  - Bartibogue
  - Northwest Miramichi
    - Sevogle
    - Southwest Miramichi
      - Taxis
      - Little Southwest Miramichi
        - North Pole Stream

      - Bartholomew
      - Cains
      - Renous
        - North Renous
        - Dungarvon

  - Napan
  - Oyster
  - Tabusintac
- Nepisiguit
  - Serpentine
- Pokemouche
  - South
  - Cowans Creek
  - Waugh
- Richibucto
  - Molus
  - Bass
  - Coal Branch
  - Saint Nicholas
    - East Branch
    - South Branch
    - West Branch

  - Saint Charles
- Restigouche
  - Kedgwick
  - Patapedia
  - Upsalquitch
- Rivière du Nord
- Scoudouc
- Shediac
  - Batemans Brook
  - McQuade Brook
  - Calhoun Brook
- Tracadie

### Stromend naar de Fundybaai
- Big Salmon
- Irish
- Magaguadavic
- Memramcook
- Missaguash
- Musquash
- Petitcodiac
  - North
  - Anagance
  - Pollett
  - Little
  - Humphrey Brook
- Point Wolfe
- Shepody
- Saint Croix
- Saint John
  - Allagash
  - Aroostook
  - Becaguimec Stream
  - Big Presque Isle Stream
  - Black
  - Canaan
  - Eel
  - Grand
  - Green
  - Iroquois
  - Jemseg
  - Kennebecasis
    - Hammond
    - Quiddy

  - Keswick
  - Madawaska
  - Meduxnekeag
    - North Branch Meduxnekeag

  - Nackawic Stream
  - Nashwaak
    - Tay

  - Nashwaaksis Stream
  - Nerepis
  - Oromocto
    - Rusagonis Stream

  - Pokiok Stream
  - River De Chute
  - Saint Francis
  - Shogomoc Stream
  - Tobique
    - Gulquac
    - Little Tobique
    - Serpentine
    - Wapske
- Salmon
- Upper Salmon
  - Forty-five
  - Broad
- Tantramar